# فلینت (تگزاس)
فلینت، تگزاس(به انگلیسی: Flint, Texas) شهری در ایالت تگزاس از ایالات جنوبی ایالات متحده آمریکا است.